# Paprocina
Paprocina (niem. Papperten) – wieś w Polsce położona w województwie warmińsko-mazurskim, w powiecie bartoszyckim, w gminie Górowo Iławeckie. W latach 1975–1998 miejscowość administracyjnie należała do województwa olsztyńskiego.
W 1939 roku we wsi było 131 mieszkańców.
W 1978 r. we wsi było 13 indywidualnych gospodarstw rolnych, gospodarujących na łącznej powierzchni 128 ha. W 1983 r. w Paprocinie mieszkało 338 osób w 25 domach. We wsi był klub, świetlica i punkt biblioteczny a ulice miału już elektryczne oświetlenie.